# Temerloh (district)
Temerloh is een district in de Maleisische deelstaat Pahang.
Het district telt 165.000 inwoners op een oppervlakte van 2300 km².